# Alan Jelizbarovics Dzagojev
Alan Jelizbarovics Dzagojev (oroszul: Алан Елизбарович Дзагоев; Beszlan, 1990. június 17. –) egy oszét nemzetiségű orosz labdarúgó, jelenleg az orosz élvonalbeli CSZKA Moszkva és az orosz labdarúgó-válogatott támadó középpályása.

## Pályafutása

### A Junoszty Vlagyikavkazban
Bátyjával – aki szintén profi labdarúgó –, Gelával együtt édesanyjuk invitálására kezdtek el ismerkedni a labdarúgás alapjaival. Az Alanyija-szurkoló Alan tízévesen került egy másik vlagyikavkazi egyesület, a Junoszty serdülőcsapatába, ahol összesen 5 évet töltött.

### A Krilja Szovetov-SZOK-ban
Középiskolai tanulmányait 2005-ben a Togliatti székhelyű Konopljov Labdarúgó-akadémiá-n kezdte meg, majd 2006-ban az akadémia orosz harmadvonalbeli csapatánál, a gyimitovgradi Krilja Szovetov-SZOK alakulatában már profi labdarúgóként lépett pályára.
Dzagojev két szezont töltött a harmadosztályban. 37 alkalommal lépett pályára, ezeken 6 gólt szerzett.

### A CSZKA Moszkvában
2007 decemberében igazolt a patinás fővárosi alakulat, a CSZKA Moszkva csapatához. Első élvonalbeli mérkőzését 17 évesen, 2008. április 26-án játszotta, az utolsó percben csereként lépett pályára egy Lucs-Enyergija elleni bajnokin Vlagyivosztokban. Három fordulóval később az FK Himki elleni bajnoki mérkőzésen kezdőként lépett pályára, amit remek teljesítménnyel hálált meg: a mindvégig küzdelmes találkozón a CSZKA első két gólját Dzagojev készítette elő, majd a 38. percben megszerezte első Premjer-Liga gólját. A találkozót a CSZKA 4–3-ra megnyerte.
Teljesítménye mind a szurkolók, mind a vezetőség tetszését elnyerte. A 2008. május 17-i oroszkupa-döntőn csereként lépett pályára, és az Amkar Perm ellen kupagyőzelmet ünnepelt. A következő fordulóban a Szpartak elleni rangadón 3 gólpasszt adott, ezzel nagymértékben hozzájárult a CSZKA Luzsnyiki Stadionban elért 5–1-es sikeréhez.
A szezon hátralevő részében Dzagojev a csapat egyik meghatározó játékosa lett, amit az újdonsült UEFA-kupa-győztes Zenyit elleni duplájával biztosított. A 2008-as szezon végén a bajnokság legjobb fiatalkorú játékosának választották.

### A válogatottban
A válogatottban 2008. október 11-én, egy Németország elleni világbajnoki selejtezőmérkőzésen mutatkozott be félidei csereként.

## Sikerei, díjai
- Egyéni
  - 2008 – Az orosz Premjer Liga legjobb fiatalkorú játékosa

- CSZKA Moszkva
  - Orosz bajnok: 2012–13, 2013–14, 2015–16
  - Orosz kupa: 2007–08, 2008–09, 2010–11, 2012–13
  - Orosz szuperkupa: 2009, 2013, 2018